# Glossodoris
Glossodoris Ehrenberg, 1831 è un genere di molluschi nudibranchi della famiglia Chromodorididae.

## Tassonomia
Il genere comprende le seguenti specie:
- Glossodoris acosti Matsuda & Gosliner, 2018
- Glossodoris aeruginosa Rudman, 1995
- Glossodoris andersonae Matsuda & Gosliner, 2018
- Glossodoris angasi Rudman, 1986
- Glossodoris aureola Rudman, 1995
- Glossodoris bonwanga Matsuda & Gosliner, 2018
- Glossodoris buko Matsuda & Gosliner, 2018
- Glossodoris cincta (Bergh, 1888)
- Glossodoris erythraea Ehrenberg, 1831
- Glossodoris gregorius Rudman, 1986
- Glossodoris hikuerensis (Pruvot-Fol, 1954)
- Glossodoris humberti (Kelaart, 1858)
- Glossodoris kahlbrocki Yonow, 2018
- Glossodoris katoi Baba, 1938
- Glossodoris kophos Yonow, 2001
- Glossodoris lamberti (Crosse, 1875)
- Glossodoris misakinosibogae Baba, 1988
- Glossodoris moerchi (Bergh, 1879)
- Glossodoris pallida (Rüppell & Leuckart, 1830)
- Glossodoris pantherina (Bergh, 1905)
- Glossodoris prismatica (Pease, 1860)
- Glossodoris rufomarginata (Bergh, 1890)
- Glossodoris semeion Winckworth, 1946
- Glossodoris souverbiei (Crosse, 1875)
- Glossodoris thalassopora (Bergh, 1879)
- Glossodoris vespa Rudman, 1990
- Glossodoris xishaensis Lin, 1975

### Alcune specie

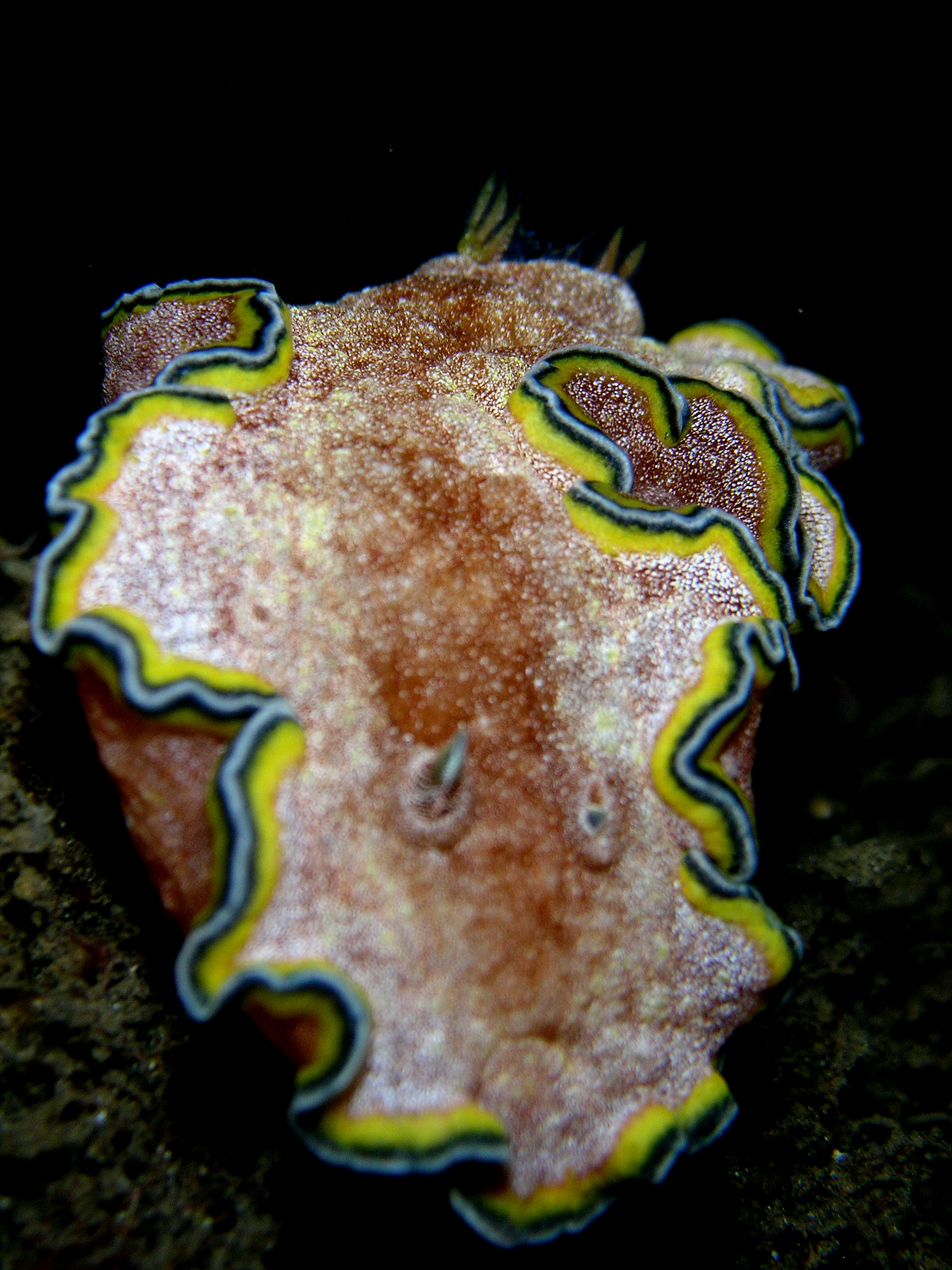
Glossodoris cincta
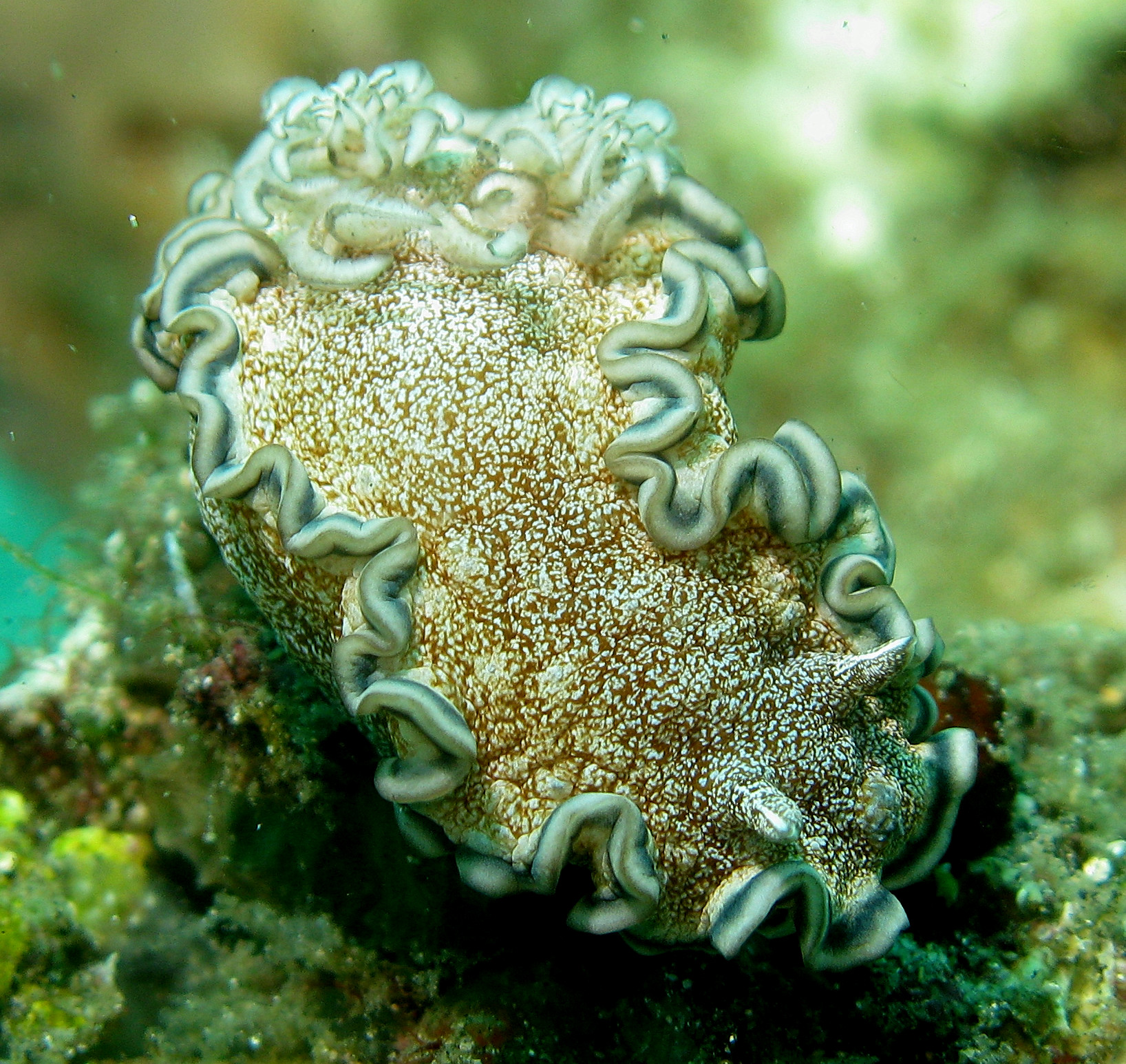
Glossodoris hikuerensis
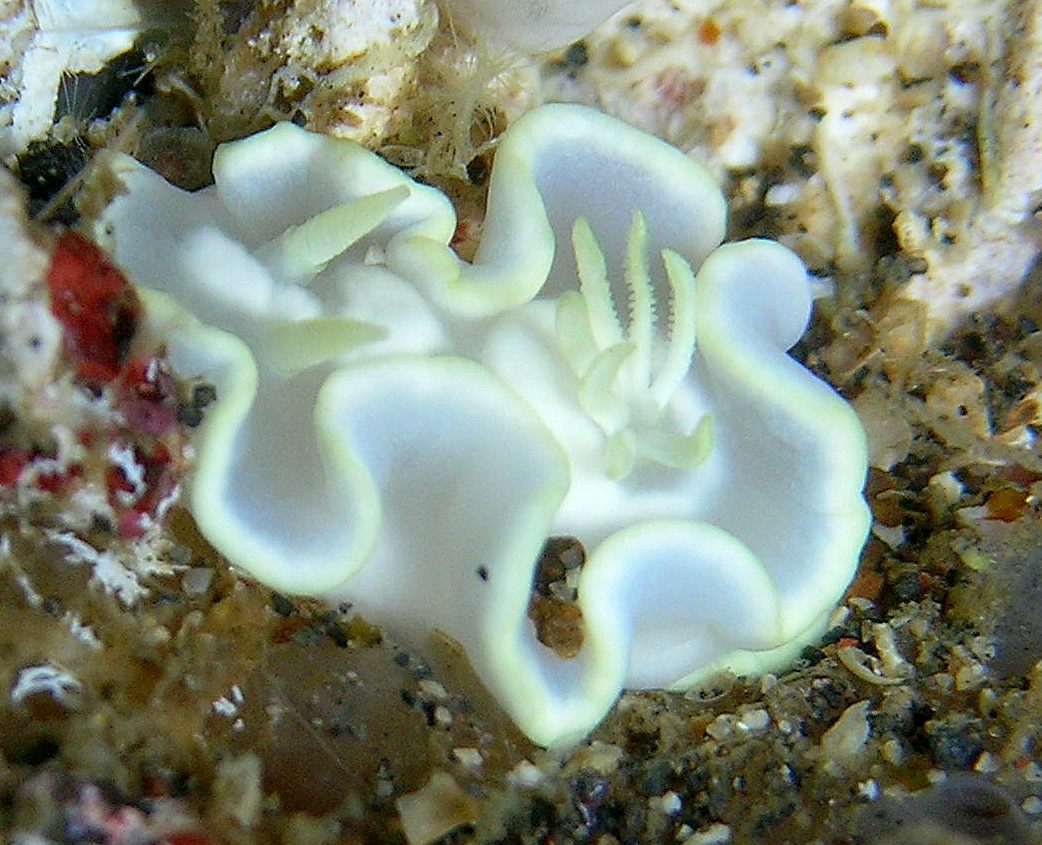
Glossodoris pallida
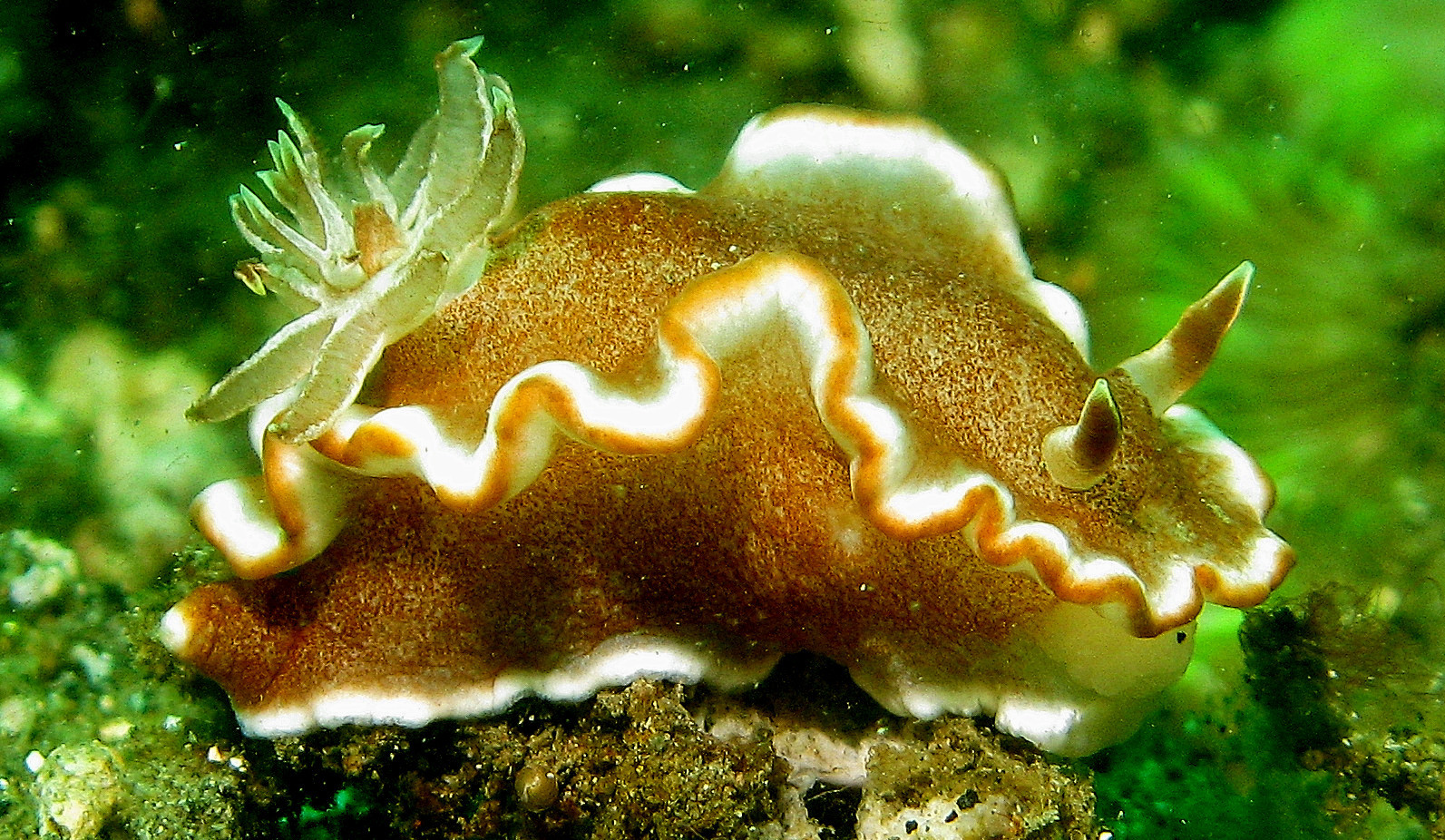
Glossodoris rufomarginata